# Megatheriidae

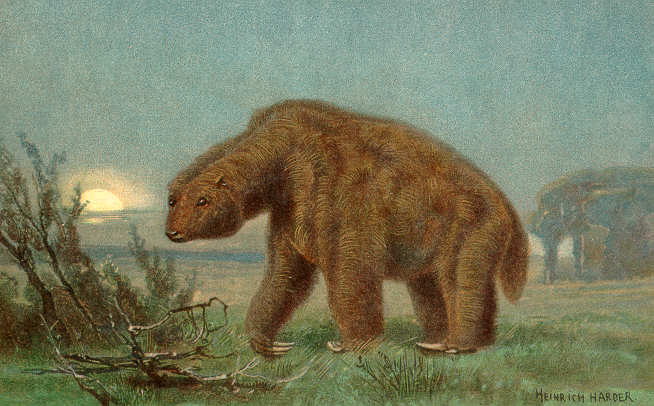
Megatherium

Los megatéridos (Megatheriidae) son una familia extinta de mamíferos placentarios del orden Pilosa. Eran perezosos terrestres, parientes de los actuales perezosos, que habitaron en América desde comienzos del Oligoceno hasta hace 8.000 años, bien entrado el Holoceno, como confirman los últimos hallazgos en Venezuela, Perú, Argentina y Chile.[cita requerida]

## Características
Los megaterios llegaban a medir 6 m de altura cuando se alzaban sobre sus patas traseras, sus cabezas eran relativamente pequeñas, sus patas traseras algo más largas y robustas que las delanteras y tenían grandes garras que utilizaban tanto para escarbar en busca de raíces y tubérculos como para defenderse. Sus fuertes mandíbulas constaban de 16 molares (8 en cada maxilar) carentes 
de esmalte.

## Hábitos
Eran mamíferos poco sociables con hábitos vegetarianos, aunque actualmente no se descarta una omnivoría. Eran animales terrestres, sin duda por su tamaño se veían imposibilitados de ser arborícolas como sus parientes actuales. Se alimentaban en posición bípeda.

## Taxonomía
Los megatéridos incluen dos subfamilia y géneros:
Subfamilia Schismotheriinae
- †Diheterocnus
- †Schismotherium
- †Synhapalops
- †Hapaloides
- †Hapalops
- †Pelecyodon
- †Parapelecyodon
- †Analcimorphus
- †Hyperleptus
- †Neohapalops

Subfamilia Megatheriinae
- †Proprepotherium
- †Planops
- †Prepotherium
- †Megathericulus
- ? †Plesiomegatherium
- †Promegatherium
- †Megatheridium
- †Pyramiodontherium
- †Megatherium
- †Eremotherium
- †Ocnopus
- †Perezfontanatherium
- †Urumaquia

Subfamilia Nothrotheriinae
- †Pronothrotherium
- †Xyophorus
- †Chasicobradys
- †Gilsolaresia
- †Diheterocnus
- †Synhapalops
- †Nothropus
- †Mionothropus
- †Thalassocnus
- †Nothrotherium
- †Nothrotheriops